# Mykolsäuren

Grundstruktur der Mykolsäuren. R^{1}: lineare Alkane, C20 – C24; R^{2}: Komplexe Strukturen von bis zu 60 C-Atomen.

Die Mykolsäuren in Mycobacterium tuberculosis.

Mykolsäuren sind langkettige, verzweigte Fettsäuren, die in Zellwänden von Mykobakterien, Rhodococcen, Nocardien und Corynebakterien vorkommen. Sie sind Bestandteil der säurefesten Zellwand. Durch die Einlagerung der Mykolsäuren werden die Zellen stark hydrophob.
Mykolsäuren sind die längsten natürlich vorkommenden Fettsäuren. Sie sind über Arabinogalaktan an das Murein gebunden.